# 王宏
王 宏（おう こう、1925年 - ）は、中国の日本語学者。元の名は「王康緒」。

## 経歴
1925年、台湾で生まれた。1932年の夏、家族で満洲国新京に移り、1939年北京日本中学校に入学。1943年に同校を卒業した。1944年10月、東亜同文書院大学予科に進学したが、翌年中退し、北京を経て新四軍の勢力圏に入った。
戦後は北平の華北学院商学院経済系に学び、1948年卒業すると華北軍政大学台湾隊で学んだ。1949年10月1日の中華人民共和国開国大典には華北軍政大学台湾隊として参列している。朝鮮戦争では中国人民志願軍に志願し従軍した。
1960年、上海外貿学院、上海外語学院の日本語教員となり、1972年には上海外国語大学の日本語教員、同大の日本語学部の初代主任となった。学界では、中国日語教学研究会会長を務めた。